# ديوغو غاسبار
ديوغو غاسبار هو لاعب كرة قدم برتغالي، ولد في 21 يناير 1992 في كوفيليا في البرتغال.

## وصلات خارجية
- ديوغو غاسبار على موقع قاعدة بيانات كرة القدم.إي يو (الإنجليزية)
- ديوغو غاسبار على موقع Soccerway.com (الإنجليزية)